# Макариха (Московская область)
Макариха — деревня в Волоколамском районе Московской области России.
Относится к Теряевскому сельскому поселению, до муниципальной реформы 2006 года относилась к Теряевскому сельскому округу. Население — 12 человек.

## География
Деревня Макариха расположена на северо-западе Московской области, в северной части Волоколамского района, среди лесов, примерно в 26 км к северу от города Волоколамска. Ближайшие населённые пункты — деревни Кузьминское, Курбатово и Таксино.